# Temporada da Associazione Sportiva Roma de 2019–20
A Associazione Sportiva Roma, na temporada 2019–20, participou de três competições: Serie A, Coppa Italia e UEFA Champions League

## Equipamentos

### Marca de equipamento
- Nike

### Patrocínios
- Qatar Airways

### Equipamentos
| Equipamento titular | Equipamento alternativo |

## Plantel
Legenda
- : Capitão
- : Jogador lesionado

## Transferências

### Entradas
| Data                  | Posição | Nome                | Origem             | Valor     | Tipo de compra | Ref.   |
| --------------------- | ------- | ------------------- | ------------------ | --------- | -------------- | ------ |
| 1 de julho de 2019    | M       | Bryan Cristante     | Atalanta           | 21,00 M € | Transferência  | [ 1 ]  |
| 1 de julho de 2019    | LE      | Leonardo Spinazzola | Juventus           | 29,50 M € | Transferência  | [ 2 ]  |
| 1 de julho de 2019    | V       | Amadou Diawara      | Napoli             | 21,00 M € | Transferência  | [ 3 ]  |
| 10 de julho de 2019   | G       | Pau López           | Real Betis         | 23,50 M € | Transferência  | [ 4 ]  |
| 17 de julho de 2019   | Z       | Gianluca Mancini    | Atalanta           | 2,00 M €  | Empréstimo     | [ 5 ]  |
| 20 de julho de 2019   | M       | Jordan Veretout     | Fiorentina         | 1,00 M €  | Empréstimo     | [ 6 ]  |
| 16 de agosto de 2019  | Z       | Mert Çetin          | Gençlerbirliği     | 3,00 M €  | Transferência  | [ 7 ]  |
| 21 de agosto de 2019  | LD      | Davide Zappacosta   | Chelsea            | 0 €       | Empréstimo     | [ 8 ]  |
| 30 de agosto de 2019  | Z       | Chris Smalling      | Manchester United  | 3,00 M €  | Empréstimo     | [ 9 ]  |
| 2 de setembro de 2019 | M       | Henrikh Mkhitaryan  | Arsenal            | 3,10 M €  | Empréstimo     | [ 10 ] |
| 2 de setembro de 2019 | A       | Nikola Kalinić      | Atlético de Madrid | 2,00 M €  | Empréstimo     | [ 11 ] |
| 27 de janeiro de 2020 | Z       | Roger Ibañez        | Atalanta           | 0 €       | Empréstimo     | [ 12 ] |
| 30 de janeiro de 2020 | PD      | Carles Pérez        | Barcelona          | 1,00 M €  | Empréstimo     | [ 13 ] |
| 30 de janeiro de 2020 | M       | Gonzalo Villar      | Elche              | 2,70 M €  | Transferência  | [ 14 ] |

### Saídas
| Data                  | Posição | Nome                | Destino          | Valor     | Tipo de compra  | Ref.   |
| --------------------- | ------- | ------------------- | ---------------- | --------- | --------------- | ------ |
| 1 de julho de 2019    | Z       | Kostas Manolas      | Napoli           | 36,00 M € | Transferência   | [ 15 ] |
| 1 de julho de 2019    | LE      | Luca Pellegrini     | Juventus         | 22,00 M € | Transferência   | [ 16 ] |
| 8 de julho de 2019    | PE      | Stephan El Shaarawy | Shanghai Shenhua | 16,00 M € | Transferência   | [ 17 ] |
| 12 de julho de 2019   | M       | Gerson              | Flamengo         | 11,80 M € | Transferência   | [ 18 ] |
| 1 de julho de 2019    | A       | Ezequiel Ponce      | Spartak Moskva   | 3,00 M €  | Transferência   | [ 19 ] |
| 1 de julho de 2019    | G       | Andrea Romagnoli    | Spartak Moskva   | 3,00 M €  | Transferência   | [ 20 ] |
| 11 de julho de 2019   | Z       | Iván Marcano        | Porto            | 2,93 M €  | Transferência   | [ 21 ] |
| 30 de janeiro de 2020 | A       | Umar Sadiq          | Partizan         | 1,75 M €  | Transferência   | [ 22 ] |
| 17 de julho de 2019   | PD      | Daniele Verde       | AEK Athens       | 700 mil € | Transferência   | [ 23 ] |
| 7 de agosto de 2019   | M       | Christian D'Urso    | Cittadella       | 500 mil € | Transferência   | [ 24 ] |
| 1 de agosto de 2019   | Z       | Elio Capradossi     | Spezia Calcio    | 100 mil € | Transferência   | [ 25 ] |
| 2 de setembro de 2019 | A       | Patrik Schick       | RB Leipzig       | 3,50 M €  | Empréstimo      | [ 26 ] |
| 30 de agosto de 2019  | A       | Grégoire Defrel     | Sassuolo         | 3,00 M €  | Empréstimo      | [ 27 ] |
| 27 de agosto de 2019  | MC      | Ante Ćorić          | Almería          | 400 mil € | Empréstimo      | [ 28 ] |
| 30 de janeiro de 2020 | LD      | Alessandro Florenzi | Valencia         | 0 €       | Empréstimo      | [ 29 ] |
| 16 de agosto de 2019  | V       | Steven Nzonzi       | Galatasaray      | 0 €       | Empréstimo      | [ 30 ] |
| 26 de julho de 2019   | M       | Daniele De Rossi    | Boca Juniors     | 0 €       | Fim de contrato | [ 31 ] |

## Artilharia
| #     | Jogador             | Gols | Serie A | Copa da Itália | Liga Europa |
| ----- | ------------------- | ---- | ------- | -------------- | ----------- |
| 1º    | Edin Džeko          | 19   | 16      |                | 3           |
| 2º    | Henrikh Mkhitaryan  | 9    | 9       |                |             |
| 3º    | Nicolò Zaniolo      | 8    | 6       |                | 2           |
| 4º    | Justin Kluivert     | 7    | 4       |                | 3           |
| 4º    | Aleksandar Kolarov  | 7    | 7       |                |             |
| 4º    | Jordan Veretout     | 7    | 6       |                | 1           |
| 5º    | Diego Perotti       | 6    | 5       |                | 1           |
| 6º    | Nikola Kalinić      | 5    | 5       |                |             |
| 7º    | Cengiz Ünder        | 3    | 3       |                |             |
| 7º    | Lorenzo Pellegrini  | 3    | 1       | 2              |             |
| 7º    | Chris Smalling      | 3    | 3       |                |             |
| 8º    | Carles Pérez        | 2    | 1       |                | 1           |
| 8º    | Bruno Peres         | 2    | 2       |                |             |
| 8º    | Federico Fazio      | 2    | 1       |                | 1           |
| 8º    | Leonardo Spinazzola | 2    | 1       |                | 1           |
| 9º    | Amadou Diawara      | 1    | 1       |                |             |
| 9º    | Bryan Cristante     | 1    | 1       |                |             |
| 9º    | Gianluca Mancini    | 1    | 1       |                |             |
| Total | Total               | 88   | 73      | 2              | 13          |

## Competições

### Copa da Itália
Vitória
      Empate
      Derrota

#### Oitavas de Final
| 16 de janeiro Jogo único | Parma | 0 – 2 | Roma                | Parma                                                            |  |
| 16:15                    |       |       | Pellegrini 49', 76' | Estádio: Ennio Tardini Público: 3 604 Árbitro: ITA Luca Pairetto |  |

#### Quartas de Final
| 22 de janeiro Jogo único | Juventus                                              | 3 – 1 | Roma       | Turim                                                                  |  |
| 20:45                    | Cristiano Ronaldo 26' · Bentancur 38' · Bonucci 45+2' |       | Buffon 50' | Estádio: Juventus Stadium Público: 40 791 Árbitro: ITA Gianluca Rocchi |  |

### Liga Europa

#### Fase de Grupos
| Pos. | Equipe                   | Pts | J | V | E | D | GP | GC | SG |
| ---- | ------------------------ | --- | - | - | - | - | -- | -- | -- |
| 1    | İstanbul Başakşehir      | 10  | 6 | 3 | 1 | 1 | 7  | 9  | -2 |
| 2    | Roma                     | 9   | 6 | 2 | 3 | 1 | 12 | 6  | +6 |
| 3    | Borussia Mönchengladbach | 8   | 6 | 2 | 2 | 2 | 7  | 10 | -3 |
| 4    | Wolfsberger              | 5   | 6 | 1 | 2 | 3 | 7  | 8  | -1 |

|                          | ROM | BMG | IST | WAC |
| ------------------------ | --- | --- | --- | --- |
| Roma                     |     | 1–1 | 4–0 | 2–2 |
| Borussia Mönchengladbach | 2–1 |     | 1–2 | 0–4 |
| İstanbul Başakşehir      | 0–3 | 1–1 |     | 1–0 |
| Wolfsberger              | 1–1 | 0–1 | 0–3 |     |

      Vitória
      Empate
      Derrota
| 19 de setembro 1ª rodada | Roma                                                          | 4 – 0 | İstanbul Başakşehir | Roma                                                                     |  |
| 16:00                    | Caiçara 42' (g.c.) · Džeko 58' · Zaniolo 71' · Kluivert 90+3' |       |                     | Estádio: Olimpico di Roma Público: 21 348 Árbitro: ESP Estrada Fernández |  |

| 3 de outubro 2ª rodada | Wolfsberger | 1 – 1 | Roma           | Graz                                                             |  |
| 13:55                  | Liendl 51'  |       | Spinazzola 27' | Estádio: Merkur Arena Público: 11 169 Árbitro: POR Tiago Martins |  |

| 24 de outubro 3ª rodada | Roma        | 1 – 1 | Borussia Mönchengladbach | Roma                                                                 |  |
| 13:55                   | Zaniolo 32' |       | Stindl 90+5' (pen.)      | Estádio: Olimpico di Roma Público: 29 037 Árbitro: ESC Willie Collum |  |

| 7 de novembro 4ª rodada | Borussia Mönchengladbach        | 2 – 1 | Roma      | Mönchengladbach                                                       |  |
| 16:00                   | Fazio 35' (g.c.) · Thuram 90+5' |       | Fazio 64' | Estádio: Borussia-Park Público: 44 570 Árbitro: ESP Jesús Gil Manzano |  |

| 28 de novembro 5ª rodada | İstanbul Başakşehir | 0 – 3 | Roma                                           | Başakşehir                                                                  |  |
| 13:55                    |                     |       | Veretout 30' (pen.) · Kluivert 40' · Džeko 45' | Estádio: Başakşehir Fatih Terim Público: 12 879 Árbitro: ROM Ovidiu Hategan |  |

| 12 de dezembro 6ª rodada | Roma                          | 2 – 2 | Wolfsberger                        | Roma                                                                |  |
| 16:00                    | Perotti 7' (pen.) · Džeko 19' |       | Florenzi 10' (g.c.) · Weissman 63' | Estádio: Olimpico di Roma Público: 25 000 Árbitro: ENG Craig Pawson |  |

#### Dezesseis-avos de Final
| 20 de fevereiro Jogo de ida | Roma      | 1 – 0 | Gent | Roma                                                                  |  |
| 16:00                       | Pérez 13' |       |      | Estádio: Olimpico di Roma Público: 28 248 Árbitro: BUL Georgi Kabakov |  |

| 27 de fevereiro Jogo de volta | Gent      | 1 – 1 | Roma         | Gent                                                                             |  |
| 13:55                         | David 25' |       | Kluivert 29' | Estádio: Ghelamco Arena Público: 17 557 Árbitro: ESP José María Sánchez Martínez |  |

#### Oitavas de Final
| 6 de agosto Jogo único | Sevilla                      | 2 – 0 | Roma | Duisburg                                                                |  |
| 13:55                  | Reguilón 22' · En-Nesyri 44' |       |      | Estádio: MSV-Arena Público: Jogo sem público Árbitro: HOL Björn Kuipers |  |

## Classificação
| Pos. | Equipes        | Pts | J  | V  | E  | D  | GP | GC | SG  | Classificação ou Rebaixamento                            |
| ---- | -------------- | --- | -- | -- | -- | -- | -- | -- | --- | -------------------------------------------------------- |
| 1    | Juventus       | 83  | 38 | 26 | 5  | 7  | 76 | 43 | 33  | Fase de Grupos da Liga dos Campeões da UEFA de 2020–21   |
| 2    | Internazionale | 82  | 38 | 24 | 10 | 4  | 80 | 36 | 44  | Fase de Grupos da Liga dos Campeões da UEFA de 2020–21   |
| 3    | Atalanta       | 78  | 38 | 23 | 9  | 6  | 98 | 48 | 50  | Fase de Grupos da Liga dos Campeões da UEFA de 2020–21   |
| 4    | Lazio          | 78  | 38 | 24 | 6  | 8  | 79 | 42 | 37  | Fase de Grupos da Liga dos Campeões da UEFA de 2020–21   |
| 5    | Roma           | 70  | 38 | 21 | 7  | 10 | 77 | 51 | 26  | Fase de Grupos da Liga Europa da UEFA de 2020–21         |
| 6    | Milan          | 66  | 38 | 19 | 9  | 10 | 63 | 46 | 17  | Fase de Grupos da Liga Europa da UEFA de 2020–21         |
| 7    | Napoli         | 62  | 38 | 18 | 8  | 12 | 61 | 50 | 11  | 2ª Pré-Eliminatória da Liga Europa da UEFA de 2020–21[a] |
| 8    | Sassuolo       | 51  | 38 | 14 | 9  | 15 | 69 | 63 | 6   |                                                          |
| 9    | Fiorentina     | 49  | 38 | 12 | 13 | 13 | 51 | 48 | 3   |                                                          |
| 10   | Parma          | 49  | 38 | 14 | 7  | 17 | 56 | 57 | −1  |                                                          |
| 11   | Hellas Verona  | 49  | 38 | 12 | 13 | 13 | 47 | 51 | −4  |                                                          |
| 12   | Bologna        | 47  | 38 | 12 | 11 | 15 | 52 | 65 | −13 |                                                          |
| 13   | Cagliari       | 45  | 38 | 11 | 12 | 15 | 52 | 56 | −4  |                                                          |
| 14   | Udinese        | 45  | 38 | 12 | 9  | 17 | 37 | 51 | −14 |                                                          |
| 15   | Sampdoria      | 42  | 38 | 12 | 6  | 20 | 48 | 65 | −17 |                                                          |
| 16   | Torino         | 40  | 38 | 11 | 7  | 20 | 46 | 68 | −22 |                                                          |
| 17   | Genoa          | 39  | 38 | 10 | 9  | 19 | 47 | 72 | −25 |                                                          |
| 18   | Lecce          | 35  | 38 | 9  | 8  | 21 | 52 | 85 | −33 | Zona de rebaixamento à Serie B de 2020–21                |
| 19   | Brescia        | 25  | 38 | 6  | 7  | 25 | 35 | 79 | −44 | Zona de rebaixamento à Serie B de 2020–21                |
| 20   | SPAL           | 20  | 38 | 5  | 5  | 28 | 27 | 77 | −50 | Zona de rebaixamento à Serie B de 2020–21                |

##### Desempenho por rodada
| Rodadas   | 1   | 2   | 3  | 4  | 5  | 6  | 7  | 8  | 9  | 10 | 11 | 12 | 13 | 14 | 15 | 16 | 17 | 18 | 19 |
| Local     | C   | F   | C  | F  | C  | F  | C  | F  | C  | F  | C  | F  | C  | F  | F  | C  | F  | C  | C  |
| Resultado | E   | E   | V  | V  | D  | V  | E  | E  | V  | V  | V  | D  | V  | V  | E  | V  | V  | D  | D  |
| Colocação | 10º | 15º | 8º | 4º | 7º | 5º | 5º | 6º | 5º | 4º | 3º | 6º | 5º | 5º | 5º | 4º | 4º | 4º | 5º |

| Rodadas   | 20 | 21 | 22 | 23 | 24 | 25 | 26 | 27 | 28 | 29 | 30 | 31 | 32 | 33 | 34 | 35 | 36 | 37 | 38 |
| Local     | F  | C  | F  | C  | F  | C  | F  | C  | F  | C  | F  | C  | F  | C  | C  | F  | C  | F  | F  |
| Resultado | V  | E  | D  | D  | D  | V  | V  | V  | D  | D  | D  | V  | V  | V  | E  | V  | V  | V  | V  |
| Colocação | 4º | 4º | 5º | 5º | 5º | 5º | 5º | 5º | 5º | 5º | 5º | 5º | 5º | 5º | 5º | 5º | 5º | 5º | 5º |

##### Jogos
Vitória
      Empate
      Derrota
| 25 de agosto 1ª rodada | Roma                               | 3 – 3 | Genoa                                     | Roma                                                                       |  |
| 15:45                  | Ünder 6' · Džeko 30' · Kolarov 49' |       | Pinamonti 16' · Criscito 43' · Kouamé 70' | Estádio: Olimpico di Roma Público: 38 779 Árbitro: ITA Gianpaolo Calvarese |  |

| 1 de setembro 2ª rodada | Lazio            | 1 – 1 | Roma        | Roma                                                               |  |
| 13:00                   | Luis Alberto 58' |       | Kolarov 17' | Estádio: Olimpico di Roma Público: 48 889 Árbitro: ITA Marco Guida |  |

| 15 de setembro 3ª rodada | Roma                                                      | 4 – 2 | Sassuolo         | Roma                                                                  |  |
| 13:00                    | Cristante 13' · Džeko 19' · Mkhitaryan 22' · Kluivert 33' |       | Berardi 52', 72' | Estádio: Olimpico di Roma Público: 34 407 Árbitro: ITA Daniele Chiffi |  |

| 22 de setembro 4ª rodada | Bologna     | 1 – 2 | Roma                      | Bologna                                                             |  |
| 10:00                    | Sansone 54' |       | Kolarov 49' · Džeko 90+4' | Estádio: Renato Dall’Ara Público: 25 513 Árbitro: ITA Luca Pairetto |  |

| 25 de setembro 5ª rodada | Roma | 0 – 2 | Atalanta                 | Roma                                                                       |  |
| 14:00                    |      |       | Zapata 71' · de Roon 90' | Estádio: Olimpico di Roma Público: 31 832 Árbitro: ITA Massimiliano Irrati |  |

| 29 de setembro 6ª rodada | Lecce | 0 – 1 | Roma      | Lecce                                                                   |  |
| 12:00                    |       |       | Džeko 56' | Estádio: Ettore Giardiniero Público: 26 044 Árbitro: ITA Rosario Abisso |  |

| 6 de outubro 7ª rodada | Roma           | 1 – 1 | Cagliari       | Roma                                                                |  |
| 12:00                  | João Pedro 26' |       | Ceppitelli 31' | Estádio: Olimpico di Roma Público: 34 385 Árbitro: ITA Davide Massa |  |

| 20 de outubro 8ª rodada | Sampdoria | 0 – 0 | Roma | Gênova                                                             |  |
| 12:00                   |           |       |      | Estádio: Luigi Ferraris Público: 20 211 Árbitro: ITA Fabio Maresca |  |

| 27 de outubro 9ª rodada | Roma                    | 2 – 1 | Milan         | Roma                                                                  |  |
| 15:00                   | Džeko 38' · Zaniolo 58' |       | Hernández 55' | Estádio: Olimpico di Roma Público: 44 333 Árbitro: ITA Daniele Orsato |  |

| 30 de outubro 10ª rodada | Udinese | 0 – 4 | Roma                                                    | Udine                                                                 |  |
| 18:00                    |         |       | Zaniolo 13' · Smalling 51' · Kluivert 54' · Kolarov 65' | Estádio: Dacia Arena Público: 23 854 Árbitro: ITA Massimiliano Irrati |  |

| 2 de novembro 11ª rodada | Roma                       | 2 – 1 | Napoli    | Roma                                                                   |  |
| 10:00                    | Zaniolo 19' · Veretout 55' |       | Milik 72' | Estádio: Olimpico di Roma Público: 34 502 Árbitro: ITA Gianluca Rocchi |  |

| 10 de novembro 12ª rodada | Parma                          | 2 – 0 | Roma | Parma                                                              |  |
| 13:00                     | Sprocati 68' · Cornelius 90+3' |       |      | Estádio: Ennio Tardini Público: 18 532 Árbitro: ITA Michael Fabbri |  |

| 24 de novembro 13ª rodada | Roma                                   | 3 – 0 | Brescia | Roma                                                                  |  |
| 10:00                     | Smalling 49' · Mancini 57' · Džeko 66' |       |         | Estádio: Olimpico di Roma Público: 33 695 Árbitro: ITA Marco Di Bello |  |

| 1 de dezembro 14ª rodada | Hellas Verona | 1 – 3 | Roma                                          | Verona                                                                  |  |
| 15:45                    | Faraoni 21'   |       | Kluivert 17' · Perotti 45' · Mkhitaryan 90+2' | Estádio: Marcantonio Bentegodi Público: 17 405 Árbitro: ITA Marco Guida |  |

| 6 de dezembro 15ª rodada | Internazionale | 0 – 0 | Roma | Milão                                                                     |  |
| 15:45                    |                |       |      | Estádio: Giuseppe Meazza Público: 67 008 Árbitro: ITA Gianpaolo Calvarese |  |

| 15 de dezembro 16ª rodada | Roma                                       | 3 – 1 | SPAL        | Roma                                                                |  |
| 13:00                     | Tomović 53' · Perotti 66' · Mkhitaryan 83' |       | Petagna 44' | Estádio: Olimpico di Roma Público: 34 761 Árbitro: ITA Antonio Giua |  |

| 20 de dezembro 17ª rodada | Fiorentina | 1 – 4 | Roma                                                   | Florença                                                             |  |
| 15:45                     | Badelj 34' |       | Džeko 19' · Kolarov 21' · Pellegrini 73' · Zaniolo 88' | Estádio: Artemio Franchi Público: 33 055 Árbitro: ITA Daniele Orsato |  |

| 5 de janeiro 18ª rodada | Roma | 0 – 2 | Torino             | Roma                                                                  |  |
| 15:45                   |      |       | Belotti 45+2', 86' | Estádio: Olimpico di Roma Público: 38 954 Árbitro: ITA Marco Di Bello |  |

| 12 de janeiro 19ª rodada | Roma        | 1 – 2 | Juventus                           | Roma                                                               |  |
| 15:45                    | Perotti 68' |       | Demiral 3' · Cristiano Ronaldo 10' | Estádio: Olimpico di Roma Público: 60 513 Árbitro: ITA Marco Guida |  |